# Сергей Герджиков
Сергей Стоилов Герджиков е български философ, доктор на философските науки и професор във Философски факултет на Софийски университет „Св. Климент Охридски“. Преподава дълги години философия на науката в специалност Философия. Работи във философия на науката, онтология, антропология, философия на културата и на Изтока, философия на езика. Изследванията му са реализирани в над 140 научни трудове и учебници, сред които 13 монографии и около 120 научни студии и статии към 2021. Съставител и преводач е на 4 антологии. Автор е на над 25 учебници и помагала по философия и гражданско образование. Чете лекции по методика на философията в училище във Философски факултет на СУ. Автор е на 3 книги – пътеписи и на 10 малки пътеписи. От 1987 в печата излизат и негови публицистични статии, а от 2018 – разкази.

## Биография
Сергей Герджиков е роден през 1956 г. в с. Беден, Смолянски регион, където завършва основно образование в ОУ „Васил Левски“ през 1971 г. Средно образование завършва в Образцовия техникум по електротехника в Пловдив през 1975. Приет е в сп. Философия в Софийския университет и следва в периода 1975 – 1979 г. Завършва философия и социология. През 1987 г. защитава дисертацията си „Живот и научна рационалност“ за доктор по философия (кандидат на философските науки). През 1989 г. е избран за доцент по философия на науката към катедра „Философия“ и започва лекции по философия в Биологическия факултет, а след това поема курса „Философия на науката“ във Философския факултет на СУ. Специализира в МГУ в периода октомври 1985-юни 1986. Защитава докторска дисертация през 1997 г., а през 2000 г. е избран за професор по философия на науката. През 1996 и 1997 г. специализира в CEU (Central European University) в Будапеща. През 1998 г. участва на XX световен конгрес по философия в Бостън с доклад на тема: „Граници на науката“. Има участия в международни конференции, научни проекти и специализации. Разработва проекта Post-communist mental dynamics със стипендия от НАТО в периода 1998 – 2000 г. През 2001 – 2002 е в Япония, Киото, университета „Ханацоно“, със спечелен конкурс по проекта „Zen & Limits of Science“. След две години отново е в Япония за специализация към университета Tokai. Член е на Асоциацията по философия на науката (Philosophy of Science Association, PSA).

## Философия

### Онтология
Централно значение във философията на Сергей Герджиков заема идеята за света като поток (светуване). Реалното не се схваща като йерархия от същности или нещо дадено. Светът е „осветен“ и оформен в жизнения процес на човека като жива форма. Негова форма е редът, който организмите синтезират, противостоейки на хаоса и ентропията. Да живее един организъм означава да „светува“ – да ре-синтезира свят в актовете на възприятието и в динамиката на своята активност. Като следствие от това опитът не е образ на света, а самият свят. Тази позиция е в основата на няколко решения на българския философ по субект-обектната дихотомия, отношението между дух и материя, опозицията дадено и създадено (реално – виртуално), скептицизма относно познанието, делението култура – природа, проблема за смисъла и значението и др. Животът, който в концепцията се явява философският хоризонт за проумяване на света, С. Герджиков определя като „неразчленен преживяван смисъл и осветен от него, но зададен отвън ред, на спонтанен поток и природна или сътворена форма, очертана от подредени значещи единици – текст. “ Най-съществена характеристика на живота е спонтанният синтез на подредби срещу разпадането и ентропията. Понятието за ред е дефинирано като придаване на определеност чрез отнасяне в жизнен процес – ресинтез на жива форма. В отношенията неподредените елементи на опита биват свързани и придобиват смисъл. Редът редуцира информацията и така оптимизира разхода на енергия. В по-късни текстове при анализ на специфичния за науката начин на подреждане на света, С. Герджиков придава формален вид на понятията за ред и смисъл със средствата на информационни и математически дефиниции за релации. В методологичен план от голямо значение за развитата концепция е тезата, че относителността не е хлъзгава почва, която ни носи към релативизъм. Всяка определеност се получава с отнасяне и нещата са такива, каквито са техните релации (в тях и с другите неща). (Философия на относителността, §§ 9,10).

### Философия на науката
Концепцията, която се оформя, очертава и уточнява от самото начало на научната кариера на Сергей Герджиков, може да се нарече „релационна“ в най-широк смисъл. Научното изследване се разбира като „релационно подреждане“. То е аналогично на попълване на пъзел с корелирани символни единици. Описанието и обяснението като усилено описание, се осъществяват чрез прилагане на релации на зависимости (функции) между множества данни. Данните гравитират към сетивните феномени и така науката запазва емпиричен смисъл. В монографиите Граници на науката (1995) и Научното обяснение на света (2000) Сергей Герджиков очертава формата и границите на науката като подреждане на опита в организирана структура, от която е отстранена субективната перспектива на отделния познаващ. Обект на науката е светът, но не като някакъв изкуствен философски универсум, а като споделен жизнен опит, определен от специфичната човешка форма. Това е светът като природа, „първата подредба“, върху която се създават различните артефакти, включително и тези на науката. Корените на научната рационалност са потърсени в постоянната връзка с този свят и в стремежа неговият ред да бъде „усилен“.
В студията „Научното изследване като релационно подреждане“ научното изследване е определено като „релационно подреждане“, което се корени в селекции от релевантни данни – стойности. Те се подреждат чрез създавани за целта матрици за тяхното свързване в протоколи. Матрицата се развива в посока повишаване на организацията („усилване“). Тя е концептуален модел за организиране на данните във все по-силни зависимости между тях.
През 1985 г. Сергей Герджиков представя авторска концепция за научното обяснение, в центъра на която стои т.н. „матричен модел на научното обяснение“ . Моделът е по-късно доразвиван, формализиран и поставен в контекста на схващанията на българския философ за спецификата на самото научно изследване. В него е експлициран начинът, по който в установените от науката връзки между структурите и процесите в света се крие възможността за тяхното обяснение. Научното обяснение в матричния модел е форма на „информационна редукция“ чрез употребата на установена в матрица зависимост. При обяснението се разкрива как една стойност е зависима от други, т.е. как отделните данни в експланандума са дефинирани от данните и зависимостите в експлананса. В научното изследване информацията се подрежда в йерархия от функционални зависимости в посока към все по-висок ред и систематичност. Данните, изразени в по-ниските нива на информационната система, намират обяснение чрез матрици от по-високите функционално определени нива. По този начин една установена зависимост може да намери обяснение чрез друга.

### Антропология
Онтологичната концепция на Сергей Герджиков обосновава схващанията му в областта на антропологията. За анализа основно значение има прокараното от българския философ разграничение между реално и виртуално. Реален е човешкият свят като жизнен поток и „феноменално единство от преживявани форми“ . Спецификата му е разгледана в монографията Формата на човешкия свят (2010) и нейното продължение, книгата Светуване (2010). При анализа на отделните светови модуси са преразгледани основни философски понятия: свят – живот, ментално – физическо. Светът на реалното е определен от органичната форма на човека и е еднакъв за всички хора, доколкото са човешки същества. През него човек се ражда, живее и умира в една реалност, в която животът е потопен (физическа реалност). Той се преживява като собствено възприятие, мислене-говорене и действие. Неговата динамична жива форма е постоянно възпроизвеждана в актовете на живеенето. Особеност на концепцията е, че живеещият се открива външно като живо тяло, а вътрешно (непосредствено) – в съдържанието на преживяваното, в неговата ограниченост и неотстранимост. Това е определение за свят отвъд опозицията субект – обект.
Реалното е безотносително, то се живее непосредствено и не може да бъде отменено или заличено. В неговия поток обаче човек синтезира смислови форми – създава и влага образи, символи и знаци, които усилват естествения ред и служат за неговото овладяване. Всичко създадено по този начин чертае сферата на виртуалното. Виртуални са не само симулациите, образите и свободните творения, но и останалите артефакти – знаковите системи (думи и числа), оръдията, нормите и правилата. Смисълът, който съставя „тъканта“ на виртуалното, се продуцира чрез отнасяне – „Всяко определение е отношение.“. Така например едно парче плат е реално като къс материя, но е дреха като артефакт със смисъл: значение или функция, т.е. дреха е в отношение към една култура, създадена от човешки същества. Това концептуално решение, което радикално разширява сферата на виртуалното, дава възможност за по-ясно отличаване на идея от предмет и има основно методологично значение за антропологичните изследвания на Сергей Герджиков. То е средство за преодоляване на релативизма, тъй като дава възможност да се установи ясно в отделните случаи кое е обект и кое – описание и образ. Когато реално и виртуално се смесят, виртуалното се приема за реално, а това обособява една култура като отделен реален свят.
В ранен вариант философската антропология се разработва в темата за смъртта. Авторът осмисля личния си граничен опит в три плана: сънуване, рискуване, умиране. Смъртта е гранична реалия, която задава мащаб за осмисляне на живота. В монографията Дълбокото време С. Герджиков развива антропологична теория в археологията (Дълбокото време), корелирана с неговата философия на науката и онтология.

## Философски и научни книги и монографии
- Дълбокото време. Монография плюс статии и студия. София: УИ „Св. Кл. Охридски“, 2021. (550 с.)
- Философия и наука. Сборник статии. УИ „Св. Кл. Охридски“, 2019.
- Светуване. София: Екстрем, Изток-Запад, 2010
- Формата на човешкия свят. София: Екстрем, Изток-Запад, 2010
- Философия на относителността. София: Екстрем, УИ „Св. Кл. Охридски“, 2008
- De-cogito. Отмисляне на измисления свят. София: Екстрем, 2007[9]
- Богатствата на Бедан. София: Екстрем, 2005 (Селищна монография).
- Научното обяснение на света. София: Екстрем, 2000[10]
- Хаос и ред след комунизма. София: УИ „Св. Кл. Охридски“, 1998
- Граници на науката. София: Екстрем, УИ „Св. Кл. Охридски“, 1995[11]
- Лицата на смъртта. София: Просвета, 1995
- Смъртен опит. София: Екстрем, 1994.
- Феноменът комунизъм. София: УИ „Св. Кл. Охридски“, 1994[12]
- Рационалност и биология. София: УИ „Кл. Охридски“, 1991